# Sphenacodontia
Sphenacodontia je klada sinapsida. Amson i Laurin (2011) definisali su je kao „najveću kladu koja uključuje Haptodus baylei, Haptodus garnettensis i Sphenacodon ferox, ali ne i Edaphosaurus pogonias“. Prvi put se pojavljuju tokom epohe kasnog pensilvana (gornjeg karbona). Od kraja karbona do kraja perma, većina njih je ostala velika, dok su samo neki sekundarno postali mali.

## Klasifikacija
Sledeća taksonomija prati Frobiša et al. (2011), Bensona (2012) i Spindera (2016) osim ako nije drugačije naznačeno.
Klasa Synapsida
- Eupelycosauria
  - Sphenacodontia
    - †Haptodus
    - †Hypselohaptodus
    - Pantherapsida
      - †Kenomagnathus
      - †Tetraceratops[4]
      - †Palaeohatteriidae
      - Sphenacodontoidea
        - †Sphenacodontidae
        - Therapsida

## Literatura
- Laurin, M. and Reisz, R. R., 1997, Autapomorphies of the main clades of synapsids Архивирано на веб-сајту  (17. јануар 2021) - Tree of Life Web Project

## Spoljašnje veze
- Aron Ra - "Systematic Classification of Life (episode 16) - Sphenacodontia / Sphenacodontoidea"
- Synapsida: Sphenacodontia